# Наметельник (пиломатериал)

Наметельник

Намете́льник — пиломатериал в виде бруска с квадратным сечением. Единицей измерения для наметельников является «ленинградский стандарт», равный 4,672 м³ (165 куб. фут). Название пиломатериала происходит от слова «наметельник», которое буквально обозначает ручку метлы.
Наметельник производился в СССР из хвойных пород северного произрастания и поставлялся НКВТ на экспорт через северные порты. Из неметельника изготавливали палки круглого сечения, например, ручки для половых щеток, катушки для наматывания клеёнки и т .д.

## Параметры пиломатериала
- Размеры:
  - по длине 1200…1300 мм (48…52").
  - сечением от 25×25 до 37×37 мм (1…1 1/2").
- По породам древесины наметельники бывают:
  - сосновые
  - еловые
- Сортность: 1-го и 2-го сорта — в зависимости от вида, размера сучков и других пороков древесины
- Сушка и влажность: сушка атмосферная до транспортной влажности (22 %)